# Townsend (Montana)
Townsend – miasto w Stanach Zjednoczonych, w stanie Montana, w hrabstwie Broadwater.